# Andreas Mies
Andreas Mies (n. 21 august 1990) este un jucător german de tenis, specializat în jocul de dublu.
El este de două ori campion de Grand Slam, după ce a câștigat titlul de dublu la French Open atât în 2019, cât și în 2020, alături de compatriotul Kevin Krawietz. Perechea a ajuns, de asemenea, în semifinale la US Open 2019 și s-a calificat pentru finalele ATP 2019 și 2020. Cea mai înaltă poziție în clasamentul ATP la dublu este locul 8 mondial, atins la 4 noiembrie 2019. A câștigat patru titluri la dublu în Turul ATP. A reprezentat Germania în Cupa Davis din 2019.